# 伊神貴世
伊神 貴世（いかみ たかよ、1975年 -）は日本の小説家、推理作家、脚本家。東京都生まれ。早稲田大学第一文学部卒業。2000年、戯曲形式の推理短編「シェイクスピア狂い ―十三人目の幽霊たちへ」が第7回創元推理短編賞佳作となり、『創元推理』20号に掲載されデビューした。

## 作品リスト

### 小説

#### 単行本
- イゾルデの庭 （白泉社My文庫、2002年7月）ISBN 978-4-592-85011-3

#### 短編
- シェイクスピア狂い ―十三人目の幽霊たちへ （『創元推理』20号、2000年）
- 知られすぎた男 （『創元推理21』2001年夏号）
- 眺めのいい客室[注 1] （『創元推理21』2001年冬号）
- 樺桜の花嫁 （『創元推理21』2002年夏号）
- 饒舌天使 （『創元推理21』2002年秋号）

### アニメ脚本
- 神様のメモ帳
- 輪るピングドラム（シリーズ構成）※幾原邦彦と共同
- アルカナ・ファミリア -La storia della Arcana Famiglia-
- 探偵オペラ ミルキィホームズ Alternative ONE & TWO
  - ONE 〜小林オペラと5枚の絵画〜
  - TWO 〜小林オペラと虚空の大鴉〜
- BROTHERS CONFLICT
- 私がモテないのはどう考えてもお前らが悪い!
- ふたりはミルキィホームズ
- ハロー!!きんいろモザイク
- 六畳間の侵略者!?
- 探偵歌劇 ミルキィホームズ TD
- ユリ熊嵐（シリーズ構成）※幾原邦彦と共同
- 櫻子さんの足下には死体が埋まっている（シリーズ構成）
- Rewrite
- 魔法少女サイト（シリーズ構成）[2]
- されど罪人は竜と踊る（シリーズ構成）[3]
- 鹿楓堂よついろ日和
- モンスターストライク THE MOVIE ソラノカナタ
- 異世界チート魔術師（シリーズ構成）[4]
- アサシンズプライド
- おちこぼれフルーツタルト
- 100万の命の上に俺は立っている
- 裏世界ピクニック
- ぼくたちのリメイク
- ヴァニタスの手記
- 月とライカと吸血姫
- シャドウバースF
- ブッチギレ!
- Paradox Live THE ANIMATION（シリーズ構成）
- ポーション頼みで生き延びます!（シリーズ構成）
- 経験済みなキミと、経験ゼロなオレが、お付き合いする話。
- 最凶の支援職【話術士】である俺は世界最強クランを従える（シリーズ構成）[5]
- 青のミブロ
- 帝乃三姉妹は案外、チョロい。（シリーズ構成）[6]